# Nidin-Bêl
Nidin-Bêl fou un suposat rei de Babilònia esmentat en un text cuneïforme conegut com la llista de reis d'Uruk. Després d'esmentar al reis perses fins a Darios I el Gran, té un espai trencat i continua amb "(...mesos...) el segon nom del qual és Nidin-Bêl, cinc anys Darios, set anys Alexandre...". Això fa suposar que fou un rei rebel a Babilònia que va governar abans de Darios III. Com que aquest darrer diu que va governar cinc anys que haurien de ser el 336, 335, 334, 333 i 332, amb uns mesos de marge, Nidin-Bêl hauria governat uns mesos abans, és a dir vers el 336 aC. No se'n sap res més. El nom és la forma col·loquial de Nidintu-Bêl, el nom d'uns dels darrers reis independents de Babilònia. És probable que seguint les rebel·lions d'Egipte (on es va revoltar Khabbash) i d'Armènia (on es va revoltar Artašata), un noble babiloni aprofités per dominar la regió. Finalment l'estiu del 336 aC Arses fou enverinat suposadament pel seu visir, l'eunuc Bagoas, i Artašata va esdevenir rei sota el nom de Darios III Codomà. El 335 aC Darios III ja hauria recuperat Babilònia.